# Пирротта, Нино
Ни́но Пирро́тта (итал. Nino Pirrotta; 13 июня 1908, Палермо — 23 января 1998, там же) — итальянский и американский музыковед

.

## Очерк биографии и творчества
В 1930 году окончил Флорентийскую консерваторию по классам органа и композиции (у А. Савасты). В 1931 году во Флорентийском университете защитил диссертацию по технике флорентийской керамики XV века (научный руководитель Марио Сальми). Преподавал историю музыки в консерватории Палермо (1936–1948), был главным библиографом консерватории «Санта-Чечилия» в Риме (1948–1956). Основатель (1951) и вице-президент (1951–54) Международной ассоциации музыкальных библиотек. С 1954 года жил преимущественно в США, в 1954-1955 годах преподавал историю музыки в Принстонском университете, в 1956–1972 годах — профессор (в 1965–1968 также декан факультета искусств) Гарвардского университета. В 1964–1965 вице-президент Американского музыковедческого общества. В 1970-е годы вернулся на родину, с 1972 года профессор и заведующий кафедрой истории музыки в Римском университете «Сапиенца». Глубокое знание итальянской музыки и итальянской культуры в целом объясняет его востребованность как преподавателя в США, среди его учеников — нескольких видных американских музыковедов XX века (Frank D'Accone, Owen Jander, Curtis Price etc.).
Труды Пирротты, посвящённые музыке итальянского треченто, признаны классическими исследованиями в этой области. Вышедшее под его редакцией полное собрание сочинений итальянских композиторов Ars nova (за исключением Ф. Ландини) в серии «Corpus mensurabilis musicae» VIII/1–5 (под эгидой Американского института музыкознания) – лучшее издание музыки этого исторического периода. Пирротта написал ряд ценных статей о музыкальном театре Италии XVII века в «Enciclopedia dello spettacolo» (1954-65). Ценность представляют также научные работы Пирротты о К. Монтеверди, Флорентийской камерате, образе Дон Жуана в музыке, его статьи в итальянскую «Музыкальную энциклопедию» и др.

## Избранные сочинения
- (соавтор E. Li Gotti) Il Sacchetti e la tecnica musicale del Trecento italiano. Firenze, 1935.
- Marchettus da Padua and the Italian Ars Nova // Musica Disciplina IX (1955), pp. 57–71.
- Music and cultural tendencies in 15th-century Italy // JAMS 19 (1966), pp. 127–161.
- Gesualdo, Ferrara e Venezia // Studi sul teatro veneto fra Rinascimento ed etа̀ barocca / A cura di M. T. Muraro. Firenze, 1971, pp. 305–319.
- Monteverdi e i problemi dell'opera // ib., pp. 321–343.
- Li due Orfei: da Poliziano a Monteverdi. Torino, 1975 (англ. перевод под названием «Music and theatre from Poliziano to Monteverdi», 1982).
- Music and culture in Italy from the Middle Ages to the Baroque. Cambridge, 1984.
- Maniera e riforme nella musica italiana del ’500 // Cultura e societа̀ nel Rinascimento tra riforme e manierismi. Firenze, 1984), pp. 463–486.
- Musica e umanesimo // Lettere italiane 37 (1985), pp. 453–470.
- Scelte poetiche di musicisti: teatro, poesia e musica da Willaert a Malipiero. Venezia, 1987 (сб. статей разных лет)
- Don Giovanni in musica: dall’“Empio punito” a Mozart. Venezia, 1991 (англ. перевод под названием «Don Giovanni's progress: A rake goes to the opera», 1994)
- Before the madrigal // Journal of Musicology 12 (1994), pp. 237–252.
- Poesia e musica e altri saggi. Firenze, 1994 (сб. статей разных лет).